# Admiraliteit van Amsterdam

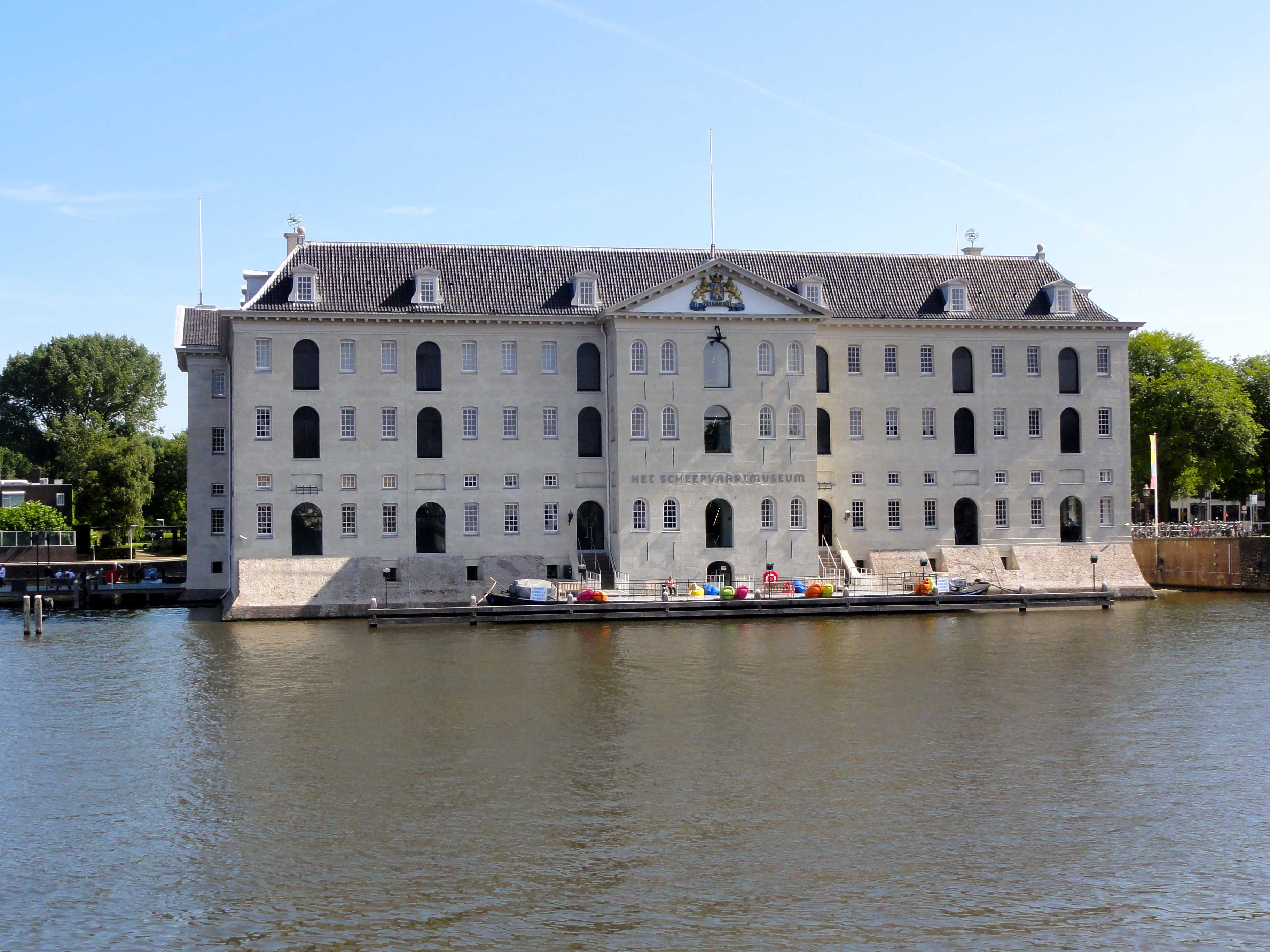
's Lands Zeemagazijn, voormalig arsenaal van de Admiraliteit van Amsterdam

De Admiraliteit van Amsterdam was de grootste van de vijf admiraliteiten ten tijde van de Republiek der Zeven Verenigde Nederlanden. Het beleid van de verschillende admiraliteiten werd in sterke mate beïnvloed door gewestelijke belangen. Ieder gewest probeerde zo veel mogelijk handel naar zich toe te trekken en een oogje toe te knijpen bij overtreding van de regels. Vooral de Admiraliteit in Amsterdam was actief in het aanhouden van schepen. Inkomsten door plundering of buit droogden op in de achttiende eeuw.
Toen het Comité tot de Zaken der Marine op 27 februari 1795 de Colleges ter Admiraliteit verving, zijn de lagere ambtenaren gehandhaafd; de officieren werden ontslagen en konden opnieuw solliciteren.

## Oprichting
Aanvankelijk was Amsterdam ingedeeld bij de Admiraliteit voor het Zuiderkwartier van Holland die in Rotterdam gevestigd was. Bij een reorganisatie van het zeewezen onder Robert Dudley op 26 juli 1586 werd Amsterdam, samen met het Noorderkwartier van Holland, Friesland, Utrecht en Gelderland ondergebracht in één admiraliteit, die gevestigd zou worden in Hoorn. Hoorn verzette zich met Enkhuizen en Medemblik tegen de aanstelling van de gecommitteerden ter admiraliteit door de Staten van Holland in plaats van door de steden zelf. De gecommitteerden kwamen niet verder dan Amsterdam en begonnen daar op 28 augustus 1586 met hun werkzaamheden, tevens het begin van de Amsterdamse Admiraliteit.
Het conflict werd beëindigd door een compromis. Nadat de Westfriese steden hun verzet tegen de inmenging van buitenaf hadden opgegeven, werd Hoorn in 1589 zetel van een eigen admiraliteitscollege. Op 14 juni 1597 werd door de Staten-Generaal van de Nederlanden de bestaande situatie vastgelegd waarbij zowel Hoorn als Amsterdam een eigen admiraliteit behielden. Het gebied waarvoor Amsterdam verantwoordelijk was, werd beperkt tot de stad zelf, het Gooi, Utrecht en de Gelderse kwartieren Arnhem en de Graafschap Zutphen. Deze als voorlopig bedoelde regeling bleef tot het eind van de Republiek in stand.

## Organisatie en ontwikkeling

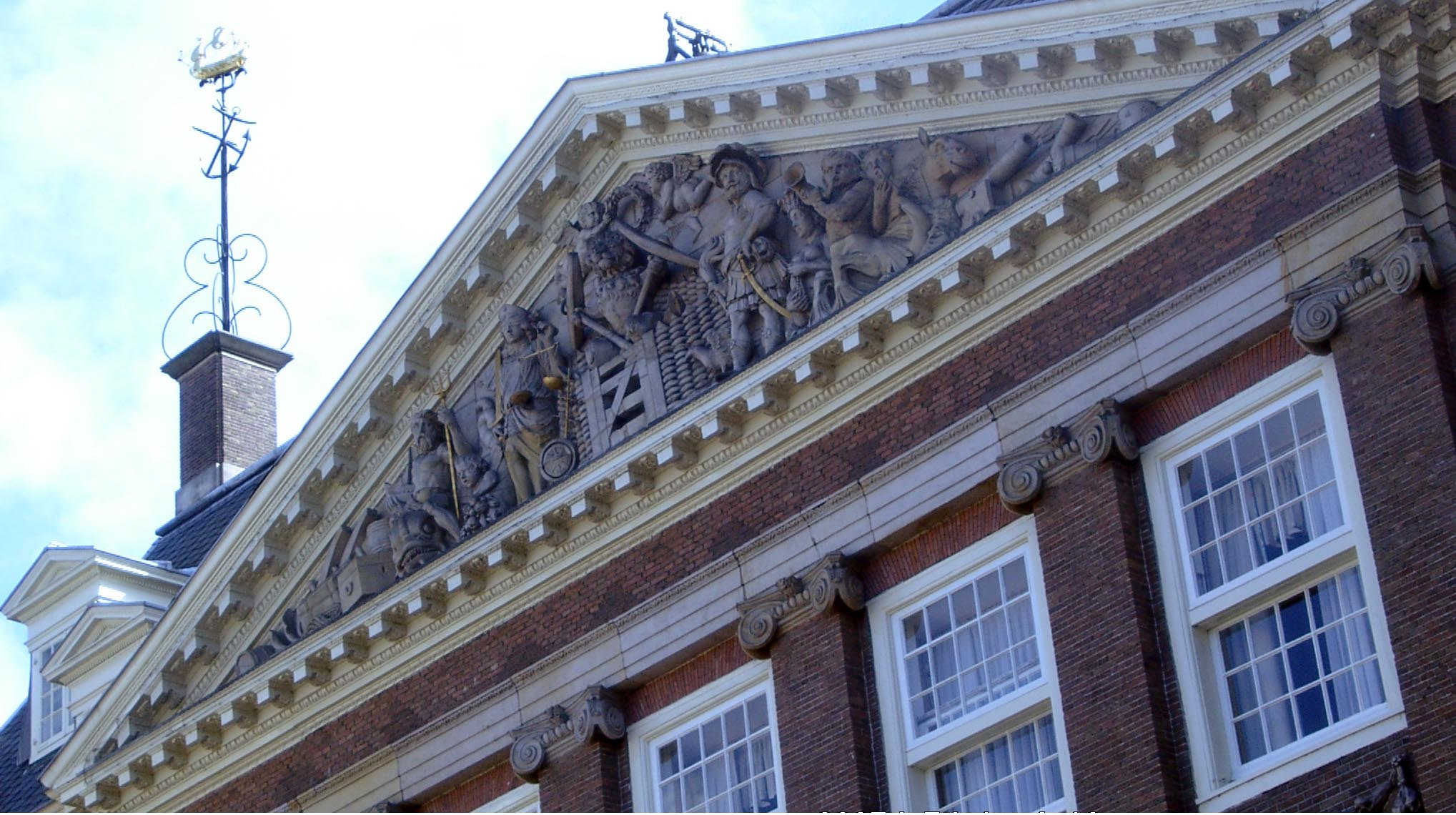
Het fronton van het Prinsenhof door Jan Gijseling Sr (1662). In het fronton zijn onder andere de Hollandse Leeuw, die het wapen van het hoge College vasthoudt en de Hollandse Tuin bewaakt.

De Admiraliteit van Amsterdam werd volgens de besluiten uit 1597 bestuurd door zeven gecommitteerde raden, waarvan er vier benoemd werden door de Staten van Holland en drie door andere gewesten. Dit aantal veranderde later en in 1739 telde het college 12 leden, waarvan zes uit Holland en één uit ieder van de zes andere gewesten. In de Admiraliteit van Amsterdam hadden bijna altijd oud-burgemeesters zitting. Het traktement bedroeg 1000 gulden per jaar. In de praktijk was de beloning vaak veel hoger door allerlei emolumenten en vergoedingen. Vooral zetels in de Admiraliteiten in Amsterdam en Rotterdam stonden als zeer lucratief te boek. Door onderlinge ruil bleven de regenten langer aan dan de bedoeling was. Volgens een Groningse gecommitteerde was het geen hexemeesterswerk en verbleef hij er met genoegen.
De bewindhebbers zetelden in het Prinsenhof of het Zeekantoor (na 1795) aan de Oudezijds Voorburgwal, een voormalig klooster, dat na de Alteratie als schermschool, logement en na de brand in 1652 als stadhuis werd gebruikt. Als admiraal-generaal nam de prins bij voorkeur zijn intrek in het gebouw der Admiraliteit. Daar was hij rechtens heer en meester en behoefde geen gastvrijheid van de stad aan te nemen. Dit heeft er zeker toe bijgedragen dat het gebouw de naam Prinsenhof verkreeg en behield.
In 1632 en in de jaren 1636-37 wilde stadhouder Frederik Hendrik meer eenheid in de strijd tegen Vlaanderen brengen door de blokkadevloot niet door de vijf admiraliteitscolleges te laten uitrusten maar door een centrale organisatie. De vloot zou slechts in een plaats, Hellevoetsluis, uitgerust mogen worden en daartoe werden speciale directeuren benoemd. Het doel was de efficiëntie te verhogen, maar het systeem werkte van geen kant en vooral Holland en Amsterdam verzetten zich.
Amsterdam had zich ontwikkeld tot de belangrijkste van alle admiraliteiten en sprong vaak bij als de andere admiraliteiten tekorten hadden. In 1652 werden door de Admiraliteit van de Maze schepen in Amsterdam gehuurd om ingezet te kunnen worden in de Eerste Engelse Oorlog.
In 1656 kwam de Admiraliteit in het bezit van het gehele gebouw. Ferdinand Bol leverde een viertal schilderijen voor de verfraaiing van het interieur. Philips Vingboons ontwierp een aantal fraaie huizen voor hoge functionarissen van de Admiraliteit. In 1924 verscheen daar nieuwbouw.

## Convooi- en licentgelden

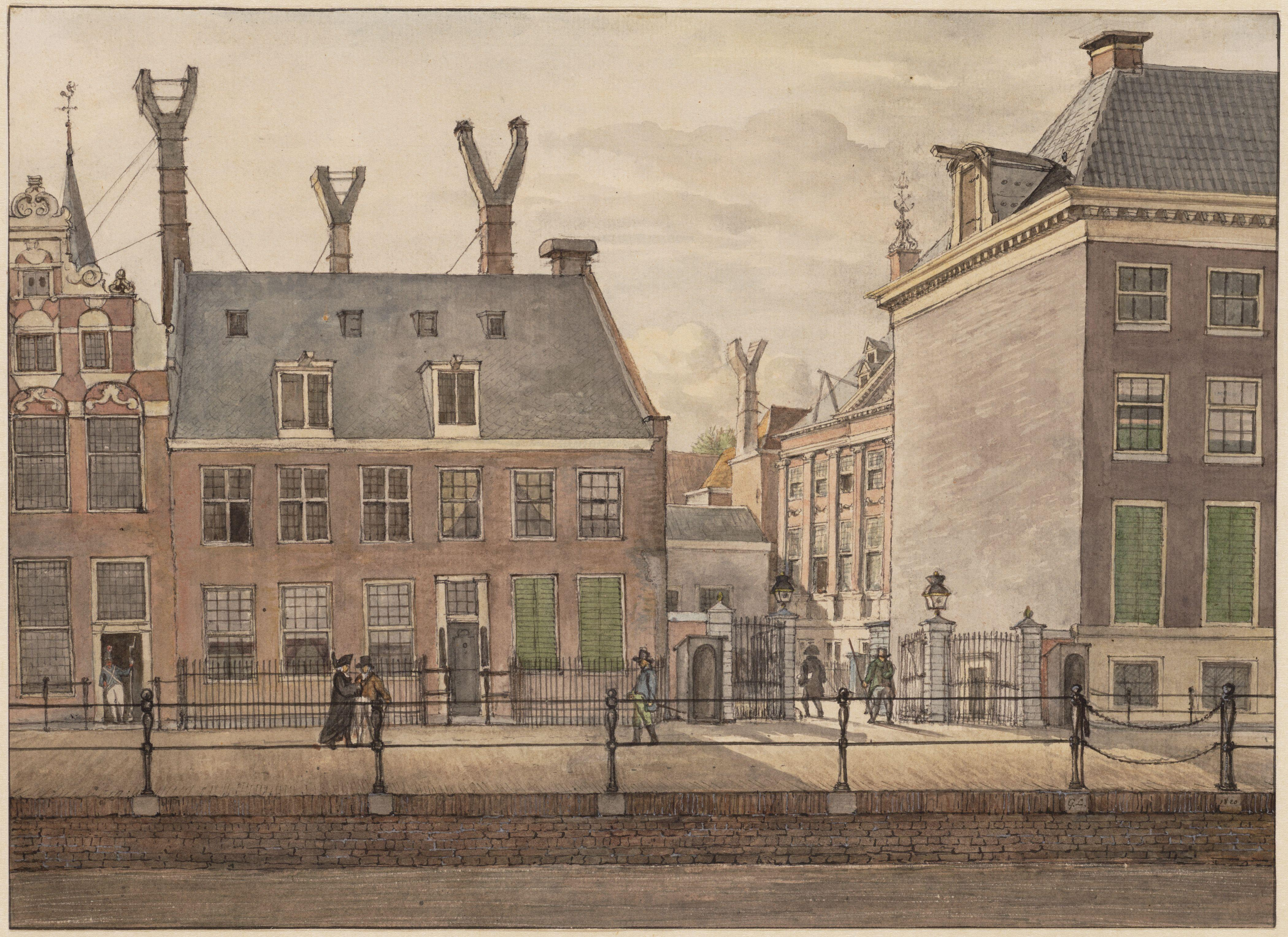
De Prinsenhof door Gerrit Lamberts (1820)

De admiraliteitscolleges waren in de eerste plaats belast met de zorg voor de uitrusting van de oorlogsvloten van de Republiek. De admiraliteiten kregen tevens als taak het beheer van de in- en uitvoerrechten, het innen van convooien en licenten. De licenten waren het belangrijkst: het waren vergunningen of vrijbrieven op de handel met de vijand, dit wil zeggen Spanje en de Spaanse Nederlanden. De opbrengst was n.b. bestemd voor de bouw en de uitrusting van oorlogsschepen. Merkwaardig genoeg zwijgt de Unie van Utrecht over de convooien en licenten. Een besluit omtrent de invoering kwam op 4 april 1582 tot stand. Om de opbrengst te verhogen is in 1638 besloten de Convooi- en Licenten te verpachten. Het gewest Holland verzette zich tegen deze beslissing omdat het meende door deze verpachting het gezag in handen van particulieren was gekomen, die daarmee niet om konden gaan. Vervolgens moet gewezen worden op een factor van onvolledigheid in de convooien. Niet alle goederen werden belast; de tarieflijst van 1725 gaf een niet onaanzienlijk aantal vrijstellingen. Vrijgesteld van in- en uitvoerrechten waren: goud- en zilvermuntmateriaal, juwelen, specerijen met schepen van de VOC ingevoerd, en indigo. Van invoerrechten: bijen, robben- en andere zeediervellen, lompen, kwikzilver, verse zee- en riviervis, walrustanden, walvisspek en -baarden. Van uitvoerrechten: granen, mout, meel, grutten, sommige soorten textiel, vlees en koffiebonen. Handhaving van de inkomsten zou alleen mogelijk zijn als smokkelarij de kop werd ingedrukt.
Aan de Oude Rijn was een voorpost van het Arnhemse kantoor van de Amsterdamse Admiraliteit, evenals in Muiden, 's Heerenberg, Doesburg, Harderwijk. Zutphen en Amersfoort. De officiële Rijntol bij Lobith viel echter onder de verantwoordelijkheid van de Admiraliteit te Rotterdam.

## Soldij entractementen
Geen van de onderofficieren of manschappen was bij de admiraliteit in vaste dienst. Het kenmerkende was juist het wisselend inkomen, dat voor het grootste deel geënt was op de opbrengst van buitgemaakte schepen. Een matroos bij de zeemacht ontving per kalendermaand tien à elf gulden. Aan aangemonsterde matrozen werd behalve huisvesting tevens voeding verstrekt. Matrozen werden gekort wegens de aan hen verstrekte uniformkleding en plunje.
Evenals dat bij onderofficieren en matrozen in het algemeen het geval was, waren er ook marineofficieren die, afhankelijk van de rang die zij bekleedden, geen traktement van de admiraliteit ontvingen als zij aan de wal waren. Weliswaar waren voor officieren 'de verteringen aan de ruim voorziene kajuitstafel ... altijd vrij', dat neemt niet weg dat een maandtraktement van 30 gulden voor een luitenant en 60 gulden voor een commandeur bij plaatsing op een schip, niet indrukwekkend is.

## 's Lands Zeemagazijn

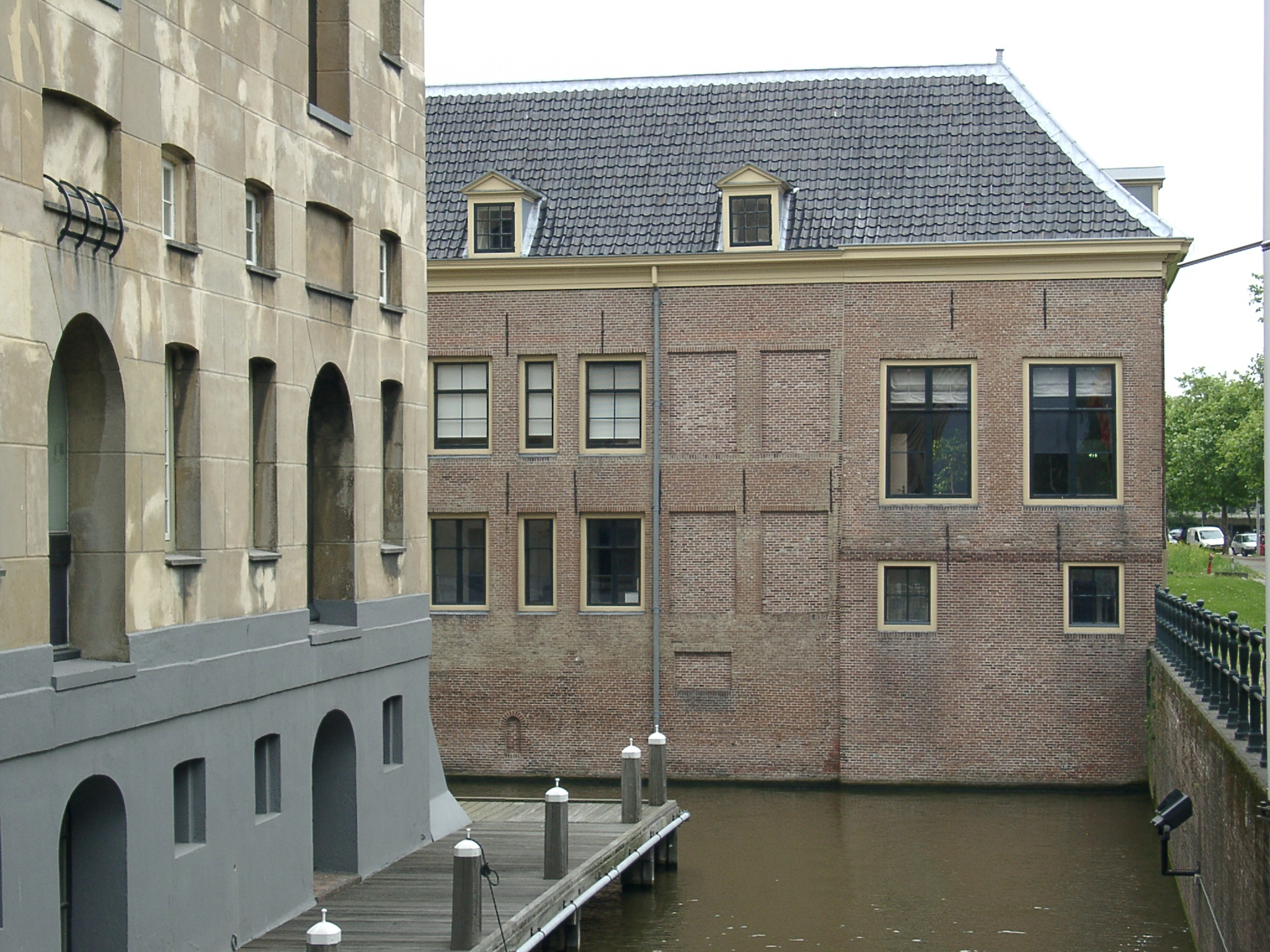
Het voormalige Zeemagazijn

In 's Lands Zeemagazijn, het arsenaal van de Amsterdamse admiraliteit, gebouwd in negen maanden tijd, lagen enorme voorraden opgeslagen voor de bouw en uitrusting van oorlogsschepen: zoals hout, touwen van 150 vadem (275 meter) en zo dik als een vrouwenbeen, allerlei soorten zeilen, kogels, ankers, kanonnen, buksen en geweren, lantaarns, kompassen en zandlopers. Voorheen lagen de voorraden op de benedenverdieping van de Agnietenkapel opgeslagen. In 1648 verzocht de Admiraliteit de stadsregering om een magazijn voor geschut en kogels te mogen bouwen op Marken. De ongelukkige afloop van de Eerste Engelse Oorlog maakte het stadsbestuur gewilliger: de Admiraliteit kreeg op 12 augustus 1655 - in ruil voor de tot dan toe bezette grond - de gehele westelijke strook van het eiland Kattenburg voor het oprichten van een magazijn en het aanleggen van een timmerwerf.
In de nacht van 5 op 6 juli 1791 ging het Zeemagazijn in vlammen op. Het was een spectaculaire brand. Alleen de goed geschraagde muren bleven staan, want na een verzakking in 1740 waren aan de buitenkant extra steunberen aangebracht.
In het gebouw is tegenwoordig het Nederlands Scheepvaartmuseum gehuisvest. Aan de kade van het Oosterdok ligt een replica van een schip van de Oostindische Compagnie, de Amsterdam. Het Admiraliteitsjacht lag in de jachthaven aan de Amstel.

## De Admiraliteitswerven en -lijnbanen

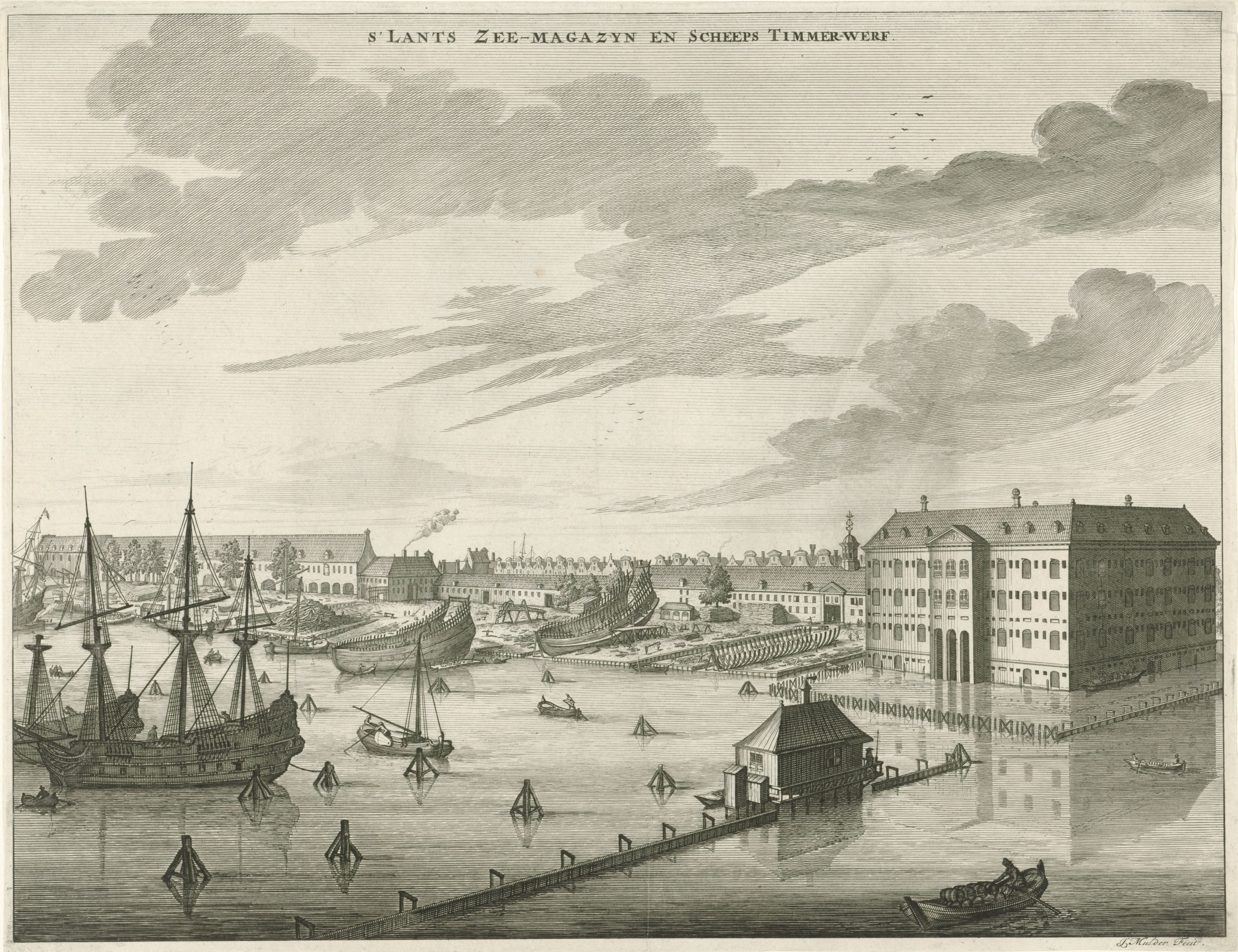
Gezicht op 's Lands Zeemagazijn (Admiraliteitsmagazijn) en de timmer-werf

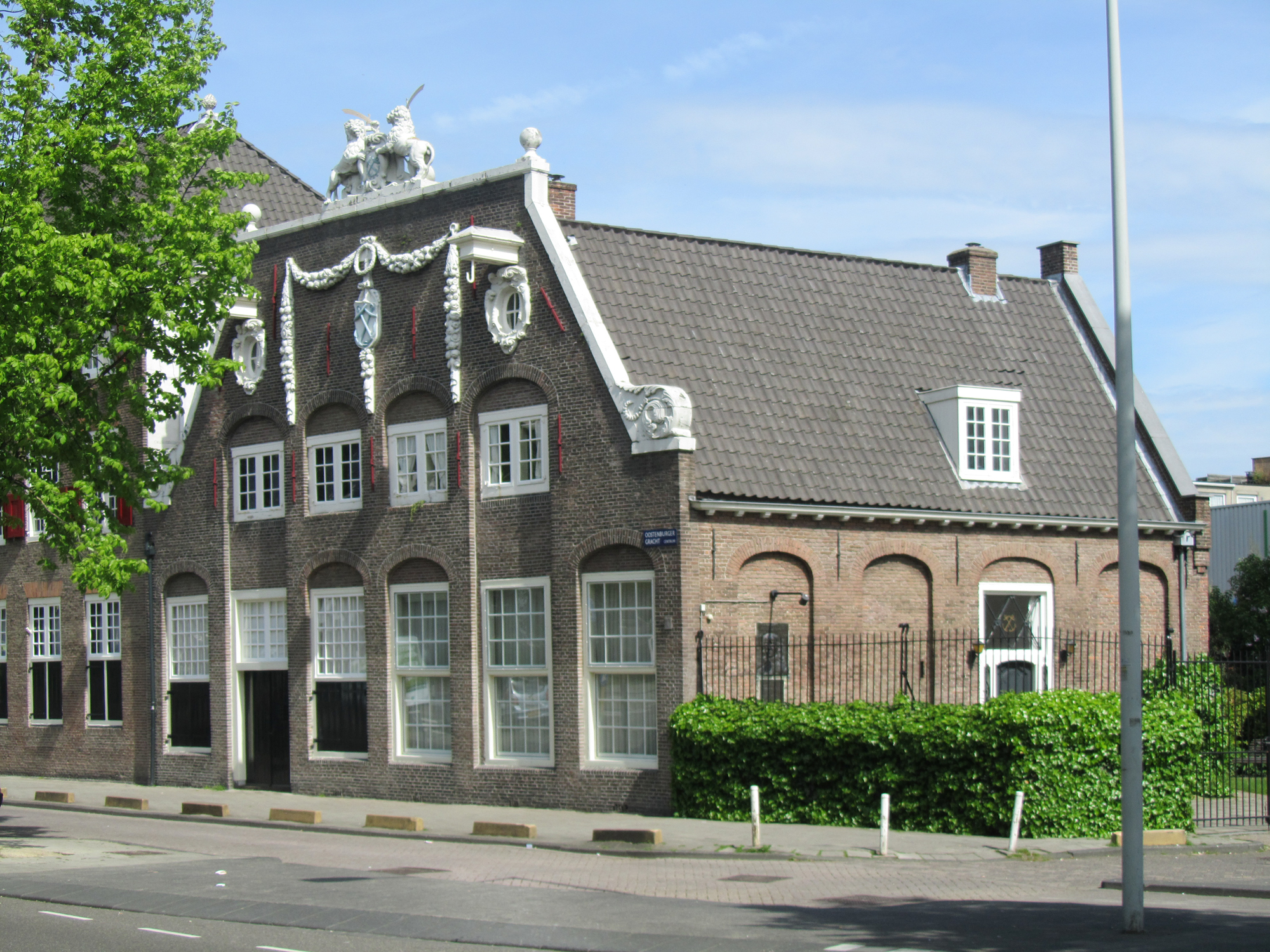
Admiraliteitslijnbaan aan de Oostenburgergracht

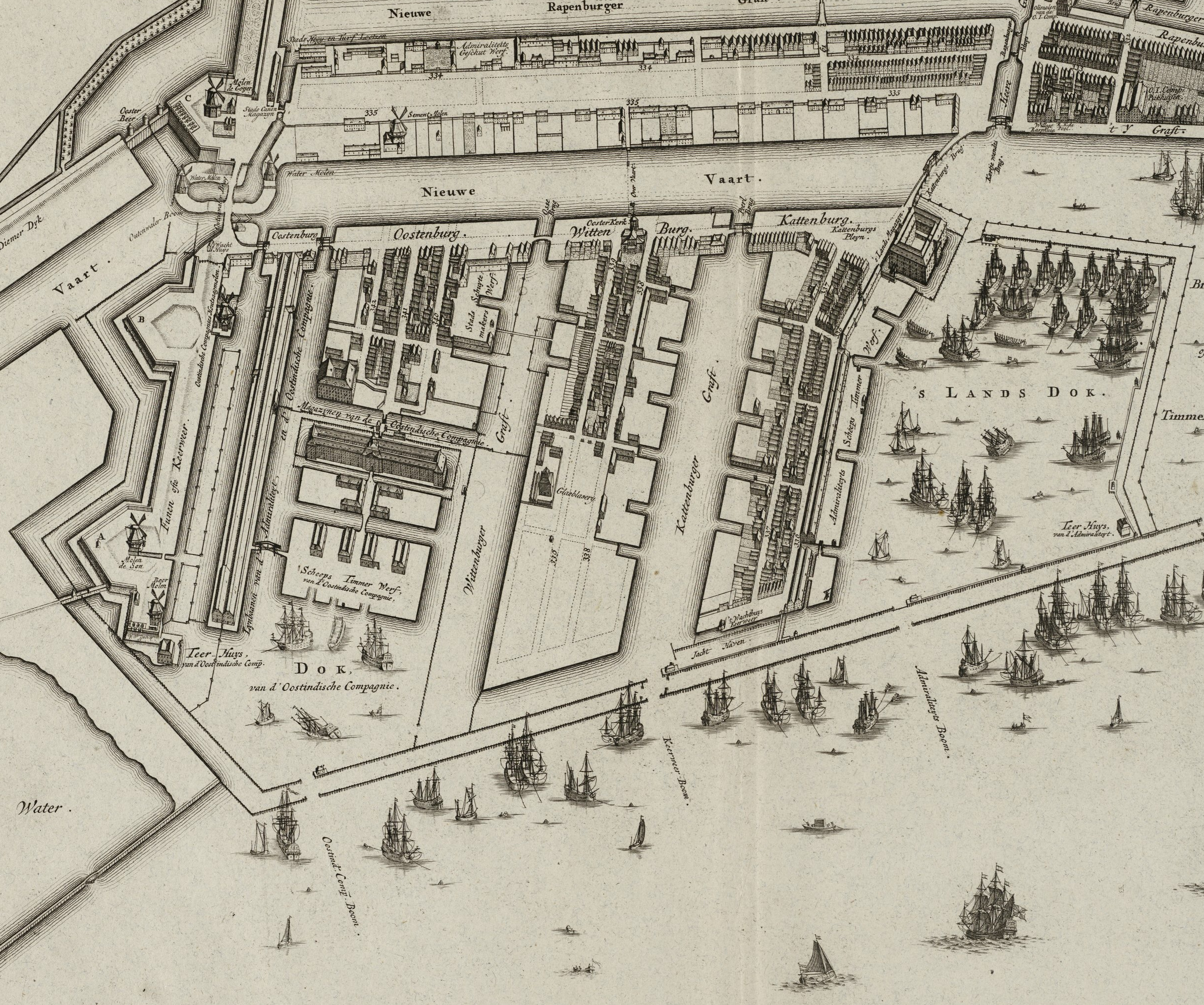
De "Oostelijke Eilanden" in Amsterdam op een kaart van Gerrit de Broen, ~1782

De Admiraliteitswerven lagen aanvankelijk op Uilenburg, maar zijn rond 1620 verplaatst naar Marken en rond 1657 naar de Oostelijke Eilanden, Kattenburg en Oostenburg. De admiraliteiten gunden de bouw bij voorkeur aan een werf uit hun eigen stad, maar in 1653 bevalen de Staten-Generaal dat een openbare inschrijving moest worden gehouden, opdat ook de goedkoper werkende Zaanse industrie zou kunnen mededingen. In oorlogstijd werkten op de Admiraliteitswerf meer dan duizend scheepstimmerlieden en sjouwers. Bovendien is er sprake van de geschutswerf en het "hok", de ligplaats van de schepen die niet operationeel waren. Thomas Davis (1727-1737), Charles Bentam (tot 1758) en Job May (tot 1779) werden bij de Admiraliteit aangesteld om nieuwe inzichten te introduceren in de scheepsbouw. Het oorlogsschip werd slanker en scherper van bouw; het achterschip werd rond in plaats van plat. In de buitenlandse havens baarden de schepen veel opzien.
De Admiraliteitslijnbanen waren gevestigd op Oostenburg. De lijnbaan was ongeveer 300 meter lang. Door touwen in elkaar te draaien, bleef er een lengte over van 220 meter, een kuil genoemd. De touwen werden geteerd en gedroogd. Oud touw in zeik geweekt, werd sinds jaar en dag gebruikt voor het dichten van de naden tussen de planken.
De Admiraliteit was eigenaar van drie scheepskamelen en de VOC was haar belangrijkste klant.

## Bewindvoerders en andere functionarissen van de Admiraliteit
- Albert Burgh - raad
- Andries Bicker - raad
- Ferdinand Bol - schilder en door huwelijk verwant aan functionarissen
- Cornelis Cruys - equipagemeester
- Nicolaes Geelvinck - raad in de verwachting dat hij de noodzakelijke verbeteringen zou doorvoeren.
- Andries de Graeff - raad
- Graaf van Gronsveld - raad
- Gerard Aernout Hasselaer representant van de stadhouder
- Dirk van Hogendorp - kapitein-luitenant
- Joan Cornelis van der Hoop - advocaat-fiscaal (1781 – 1787)
- Joan Huydecoper van Maarsseveen - raad
- Cornelis Munter - raad
- Carel Lodewijk de Pagniet - raad
- Jacob Poppen - raad
- Joachim Rendorp - raad
- Willem Sautijn - equipagemeester
- Hendrik Laurensz. Spiegel - weigerde in 1589 als raad zitting te nemen
- Caspar Stoll, commies en entomoloog
- Andries Louwrensz van Swaenswijck (1572-1643) - raad
- Dirck Trip (1691-1748)
- Lubbert Adolph Torck - raad
- Jacob de Wilde - ontvanger-generaal
- Cornelis Jan Witsen - raad
- Pieter van Woensel (arts) - scheepsarts

## Vlootvoogden en het jaar van hun benoeming

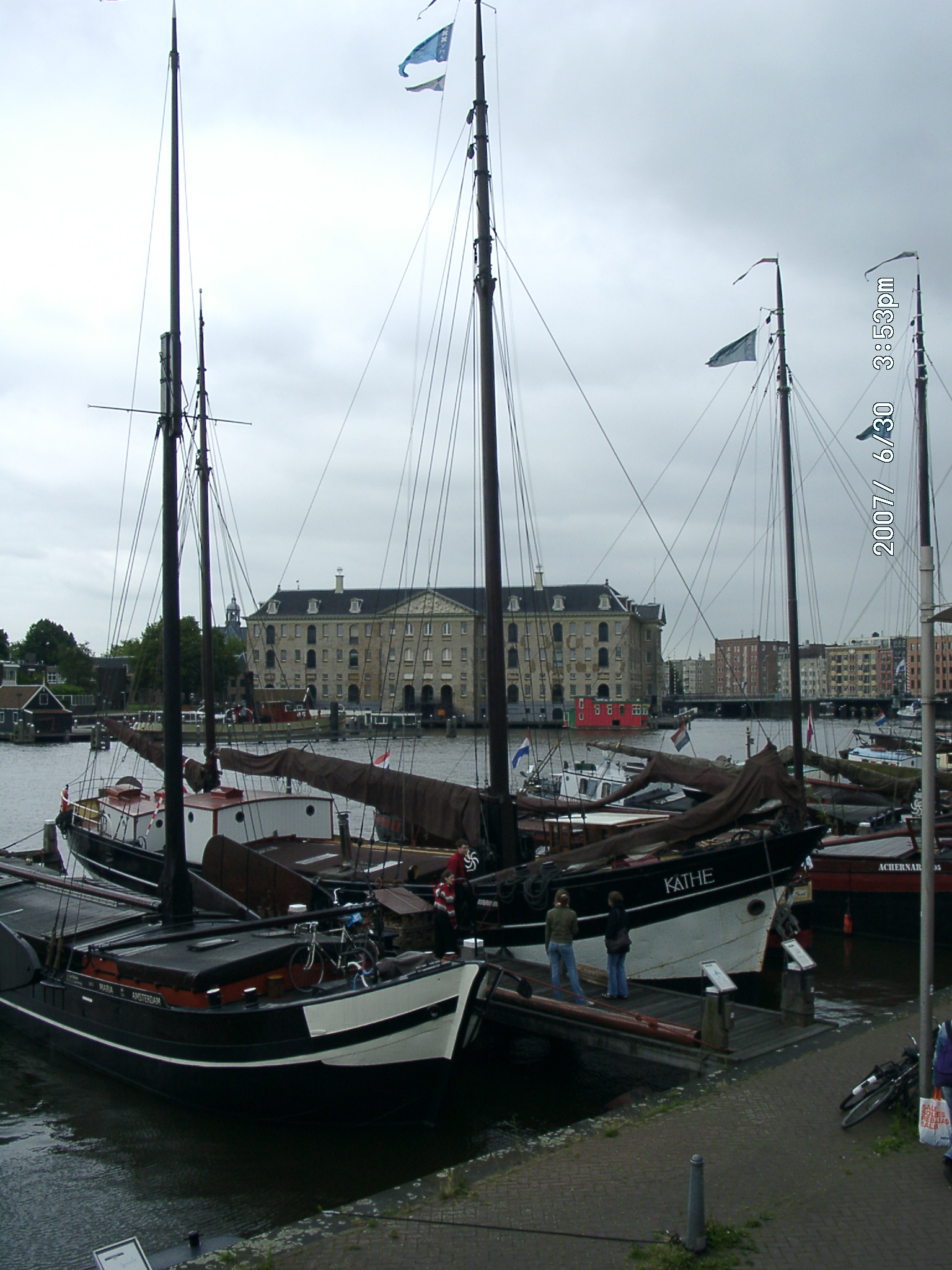
's Lands Zeemagazijn

- Amstel, Jan van: commandeur (1654)
- Brakel, Jan van: schout-bij-nacht (1684)
- Braam, Jacob Pieter van: viceadmiraal (1792)
- Callenburgh, Gerard: luitenant-admiraal (1709)
- Gravé, Hendrik: commandeur (1717)
- Haen, Cornelis Jansz
- Heemskerck, Jacob van: viceadmiraal (1598)
- Hulst, Abraham van der: viceadmiraal (1665)
- Kinsbergen, Jan Hendrik van: luitenant-admiraal (1814)
- Raye, Johan: kapitein ter zee
- Reynst, Pieter Hendrik
- Ruyter, Engel de: schout-bij-nacht (1673); viceadmiraal (1678)
- Ruyter, Michiel de
- Schepers, Willem Bastiaensz: viceadmiraal (1678)
- Schey, Gilles
- Star, Enno Doedes
- Schrijver, Cornelis: kapitein en vlagofficier
- Sweers, Isaac: viceadmiraal
- Tromp, Cornelis: luitenant-admiraal (1666)
- Vollenhove, Hendrik
- Jan Gerrit van Wassenaer: luitenant-admiraal (1709)
- Zaen, Willem van der
- Zoutman, Johan